# Eskalierendes Commitment
Als eskalierendes Commitment (auch Entrapment, Sunk-costs-fallacy-Effekt oder Too-much-invested-to-quit-Syndrom) wird ein auf kognitiver Verzerrung basierendes Verhalten bezeichnet, das durch die Tendenz gekennzeichnet ist, sich gegenüber einer früher getroffenen Entscheidung verpflichtet zu fühlen und diese über die Bereitstellung zusätzlicher Ressourcen zu stützen, obwohl sich diese Entscheidung bisher als ineffektiv oder falsch erwiesen hat.

## Definition
Es gibt nach Joel Brockner und Barry M. Staw/Jerry Ross drei definierende Charakteristika für solche eskalierende Situationen.
1. Es wurde bereits eine große Menge an Ressourcen (z. B. Geld, Zeit, Emotionen) investiert.
2. Der eingeschlagene Weg ist nicht erfolgreich (z. B. negatives Feedback).
3. Der Entscheidungsträger hat die Wahl, ob er mit weiteren Investitionen versucht, das Projekt und damit auch die bereits eingesetzten Ressourcen zu retten, oder sich komplett aus diesem Projekt zurückzieht.[4]

Die Mehrheit der Menschen entscheidet sich in einer solchen Situation dafür, an der einmal getroffenen Entscheidung festzuhalten und weiter zu investieren.

## Fünf Hauptfaktoren
Es gibt vier klassische Faktoren, die das Verhalten in eskalierenden Situationen beschreiben. Diese vier Determinanten (Bestimmungsfaktoren) des eskalierenden Commitments sind: 
- Merkmale des Projekts;
- psychologische Gründe;
- soziale Gründe und
- organisationale Gründe.

Später wurde zu diesen vier „klassischen“ Faktoren noch die Kontextvariable als fünfter Faktor hinzugefügt. Die Eskalation ist meist die Folge eines Zusammenspiels dieser vier bzw. fünf Variablen.

### Merkmale des Projekts
In der Kategorie Merkmale des Projekts sind Faktoren zusammengefasst, welche die ökonomischen Eigenschaften eines Projekts darstellen.
Beispiele:
- Höhe der Projektabbruchkosten: Dies bedeutet, dass die Kosten, die durch einen Projektabbruch entstehen, die wirtschaftliche Barriere, das Projekt abzubrechen, vergrößern.[7]
- Verfügbarkeit realisierbarer Alternativen: Ist keine andere brauchbare und durchführbare Alternative vorhanden, so bleibt man tendenziell eher auf dem bisher eingeschlagenen Weg.[7]

### Psychologische Gründe
Die unter der Determinante Psychologische Gründe zusammengefassten Faktoren beziehen sich auf individualpsychologische Phänomene.
Beispiele:
- Selbstrechtfertigung: Der vielleicht am häufigsten untersuchte psychologische Faktor ist die Tendenz zur Selbstrechtfertigung. Beispielsweise fand Staw 1976 heraus, dass Personen, die persönlich für das Projekt verantwortlich waren, ein höheres Commitment (Einsatz) aufwiesen als die Personen, die für die ursprüngliche Entscheidung nicht verantwortlich gewesen waren. Nach Ross und Staw wurde dies so gedeutet, dass die Entscheidungsträger zusätzliche Ressourcen investierten, um ihren einmal gewählten Weg zu rechtfertigen.[6] Das Bekenntnis, eine fehlerhafte Entscheidung gefällt zu haben, ist mit dem eigenen Selbstbild schwer zu vereinbaren (siehe auch Kognitive Dissonanz). Aus diesem Grund ignorieren viele Entscheidungsträger die negativen Hinweise und verändern nicht ihren anfangs gewählten Kurs.[7]
- Optimismus: Gerade bei Investitionsentscheidungen spielt der voreingenommene Optimismus eine große Rolle: Menschen neigen dazu, anzunehmen, dass sich alles zum Besseren wendet, also auch ein Projekt, das offensichtlich zu scheitern droht. Nach dem Motto „Unglück haben nur die anderen“ neigen sie dazu, das eigene Glück zu überschätzen und die Wahrscheinlichkeit von negativen Ergebnissen zu unterschätzen. Sie sind unbewusst der Meinung, dass sie selbst besser handeln als andere und deshalb zukünftige Fehltritte auch besser verhindern als andere Personen.[7]

### Soziale Gründe
Die sozialen Determinanten unterscheiden sich von den psychologischen dadurch, dass ihre Wirkung auch dann anhält, wenn der Akteur nicht mehr von der gegenwärtigen Strategie überzeugt ist. Er hält also an einer Entscheidung fest, obwohl er nicht mehr mit einem positiven Ergebnis rechnet. Der Ursprung dieses Faktors lässt sich meist aus dem sozialen Umfeld des Akteurs ableiten.
Beispiele:
- Vorstellungen einer Führungspersönlichkeit: Dieser Faktor kann auch als „Hero-Effekt“ umschrieben werden. Vielfach werden bei der Bewertung von Führungspersönlichkeiten, wie z. B. Abraham Lincoln oder Winston Churchill, diejenigen Personen als starke Charaktere wahrgenommen, die sich den Schwierigkeiten stellen und so lange unbeirrt an ihrem Kurs festhalten, bis sie letzten Endes doch erfolgreich sind.[6] Und da dieses Durchhaltevermögen erwartet wird, wird ein Projektabbruch oder die Revision einer Entscheidung oft als Zeichen der Inkompetenz und fehlender Führungsstärke interpretiert. Deshalb wird versucht, einen Abbruch um jeden Preis zu vermeiden.[7]
- Externe Rechtfertigung: Die Eskalation kann auch in dem Versuch begründet sein, das Gesicht zu wahren.[8] Personen zögern sehr oft, einen Fehler gegenüber anderen zuzugeben, und führen das Projekt wider besseres Wissen fort.[6]

### Organisationale Gründe
In der Kategorie der organisationalen oder auch strukturellen Gründe werden alle Faktoren vereint, die das organisationale Umfeld der Entscheidung betreffen.
Beispiele:
- Bürokratie: Organisationen wie Unternehmen oder Staaten sind aufgrund von Bürokratie häufig langsam in ihrer Entscheidungsfindung. Es kann also passieren, dass ein Problem erkannt wird, allerdings zwischen der Problemwahrnehmung und dem Ziehen von Konsequenzen einige bürokratische Barrieren liegen. Dadurch kann ein Projektabbruch verzögert werden.[7]
- Politischer Druck: Auch politische Gründe können hier aufgeführt werden: Wenn Personen, die von einem Projektabbruch negativ tangiert würden, über genügend Macht verfügen, können diese einen Abbruch verhindern oder zumindest so viel Widerstand leisten, dass er sich verzögert.[7]
- Reputation der Organisation: Zu diesen organisationalen Gründen zählt beispielsweise der Fall, wenn ein Projekt eng mit den Werten und der Reputation eines Unternehmens oder einer Partei verbunden ist. Aus diesem Grund denken Unternehmen oder Parteien häufig gar nicht daran, ein Projekt abzubrechen, da es zu sehr mit ihrem Ansehen verknüpft ist.[6]

### Kontextgründe
In manchen Fällen kann das Projekt durch einen Faktor beeinflusst werden, der von außerhalb auf das Unternehmen bzw. das Projekt wirkt.
Beispiel:
- Politischer Kontext: Dabei kann es sich beispielsweise um die politische Regierung oder eine Regierungsorganisation handeln. Im Fall des Kernkraftwerks Shoreham, das im US-Bundesstaat New York ca. 60 Kilometer östlich von Manhattan liegt, nahm das Energieministerium der Vereinigten Staaten großen Einfluss darauf, das Projekt fortzuführen, obwohl früh enorme Probleme erkennbar wurden. Dieses Kraftwerk kostete statt der geplanten 75 Millionen US-Dollar schließlich sechs Milliarden US-Dollar.[7]

## Erklärungsansätze aus der Verhaltensforschung
Es gibt aus der Verhaltensforschung einige Theorien, die als Erklärung für eskalierendes Commitment herangezogen werden. Dazu gehören unter anderem:
- Selbstrechtfertigung: Dabei gibt es zwei unterschiedliche Ansätze der Selbstrechtfertigungstheorie. Erstens, der Entscheidungsträger versucht sich selbst von der rationalen Notwendigkeit seiner Entscheidung zu überzeugen. Oder aber er versucht, diese Rationalität Anderen gegenüber aufzuzeigen. Diese zweite Form der Selbstrechtfertigungshypothese ist vor allem im Zusammenhang mit Organisationen von Bedeutung.[11]
- Prospect Theory: Der wichtigste Eckpfeiler der Prospect-Theorie ist der Framing-Effekt. Dieser besagt, dass bei negativen und positiven Entscheidungsalternativen verschieden geurteilt wird. Wenn es die Wahl gibt zwischen einem sicheren Verlust und der Möglichkeit eines größeren Verlustes, kombiniert mit der Aussicht, auf das ursprünglich erwartete Ergebnis zu kommen, bevorzugen Entscheidungsträger die riskantere Wahlmöglichkeit. Wenn allerdings positive Entscheidungsalternativen zur Wahl stehen, ist risikoaverses Verhalten zu beobachten. Übertragen auf das Verhalten in eskalierenden Situationen, fällt die Entscheidung meist darauf, zusätzliche Ressourcen in das unprofitable Projekt zu investieren.[7][12]
- Self-presentation theory: Der Entscheidungsträger versucht sich selbst gegenüber anderen positiv darzustellen. Also wird beispielsweise ein Projekt nicht abgebrochen, da die Angst, den anderen Mitarbeitern als schlechte Führungspersönlichkeit zu erscheinen, zu groß ist.
- Regret-Theorie: Dabei handelt es sich um die Emotion der Reue, die der Entscheidungsträger erfährt, wenn er realisiert, dass er sich in der Vergangenheit falsch entschieden hat, dass seine aktuelle Situation also besser wäre, wenn er eine frühere Entscheidung anders getroffen hätte. Es gibt auch noch die antizipierte Reue. Dies ist der Fall, wenn eine Person in die Zukunft blickt und sich die mögliche Reue ausmalt, die sie verspüren würde, wenn sie in der Gegenwart eine spezifische Entscheidung träfe. Die Idee hinter der Regret-Theorie ist also, dass viele Personen Entscheidungen meiden, die sie in der Zukunft möglicherweise bereuen könnten. Also wird dann häufig die Handlungsalternative gewählt, die in der Zukunft die womöglich geringste Reue auslöst. Auf das eskalierende Commitment übertragen bedeutet diese Theorie, dass die Person vor einer Entscheidung abwägt. Und zwar vergleicht der Entscheidungsträger die antizipierte Reue für den Verbleib in einem Projekt mit der antizipierten Reue eines Projektabbruchs und wählt den Weg, der in der Zukunft wahrscheinlich eine geringere Reue verursacht.[4]

### Empirische Beispiele für eskalierendes Commitment
Staw/Hoang überprüften eskalierendes Commitment in einer Feldstudie im Rahmen der NBA. Sie untersuchten, inwiefern die Reihenfolge der NBA-Drafts einen Einfluss auf die Spieldauer und die Wechselwahrscheinlichkeit der im Draft ausgewählten Spieler hat. Das Ergebnis war eindeutig. Die Spieler, die im NBA-Draft früher ausgewählt wurden, erhielten mehr Spielzeit, wurden seltener verkauft und hatten eine längere Verweildauer in der NBA. Zusammenfassend war das Ergebnis dieser Feldstudie, dass die spielerbezogenen Sunk Costs in den von den Teams getroffenen Entscheidungen ausschlaggebend waren, und nicht etwa – wie man vermuten würde – die tatsächliche Leistung der gedrafteten Spieler auf dem Feld. Eskalierendes Commitment zeigt sich also auch im Spitzensport, wenn an kostspieligen, aber formschwachen Spielern festgehalten wird.
Als Alltagsbeispiel für eskalierendes Commitment kann beispielsweise das Verhalten dienen, besonders lange auf den Bus zu warten, obwohl man die dann gefahrene Strecke bedeutend schneller zu Fuß zurückgelegt hätte.
Mit dem gleichen Problem müssen sich Personen auseinandersetzen, die mit ihrem aktuellen Job oder ihrer Beziehung unzufrieden sind. Auch hier muss eine Entscheidung gefällt werden, ob es sinnvoll ist, diesen Zustand beizubehalten oder einen Neustart in einem anderen Unternehmen bzw. mit einem anderen Partner zu wagen.
Auch wenn diese Beispiele aus den unterschiedlichsten Bereichen stammen, so haben sie doch einiges gemeinsam. All diese Konstellationen haben negative Folgen, ein eingeschlagener Weg funktioniert nicht wie gewünscht oder ein Verlust aufgrund vorangegangener Fehlentscheidungen war die Folge.